# Senostoma nigrihirtum
Senostoma nigrihirtum là một loài ruồi trong họ Tachinidae.